# Jiji Press
Jiji Press (時事通信社, Jiji tsūshinsha) est une agence de presse japonaise généraliste.

## Histoire
Jiji Press a été fondée au Japon en 1945, au même moment que l'agence Kyodo News (共同通信社, Kyōdō tsūshinsha), pour succéder à l'agence de presse Dōmei, qui était jusque-là l'unique agence japonaise. 
Comme Kyodo News, Jiji Press est une agence généraliste travaillant pour les médias, mais surtout appréciée pour son information économique et financière, y compris l'information boursière. Elle emploie 1 500 salariés, tous actionnaires, et dispose de 82 bureaux au Japon et de 29 dans le monde.
Après un premier partenariat initié en décembre 1949, Jiji Press a signé en 1961 avec l'Agence France-Presse un contrat, régulièrement renouvelé depuis, qui lui assure l'exclusivité des droits de diffusion vers les médias traditionnels japonais des textes, photos et infographies produites par l'AFP. En retour, l'AFP dispose de la très large couverture de l'économie japonaise par Jiji Press.